# Eclipse lunar de 9 de novembro de 2003
| Eclipse Lunar Total 8-9 de novembro de 2003 | Eclipse Lunar Total 8-9 de novembro de 2003 |
| --- | ------------------------------------------- |
| Eclipse visto de Minneapolis, Minnesota, EUA, 1:16 UTC |                                             |
| A Lua cruzando próximo à fronteira sul do cone de sombra da Terra, de oeste para leste (da direita para a esquerda), com o disco lunar avermelhado durante a totalidade, e um pouco mais brilhante na face sul. |                                             |
| Gamma | -0.4319                                     |
| Saros (e membro) | 126 (44 de 70)                              |
| Sequência de eclipses lunares |                                             |
| Anterior | 16 de maio de 2003                          |
| Próximo | 4 de maio de 2004                           |
| Duração (hr:mn:sc) |                                             |
| Total | 0:21:58                                     |
| Parcial | 3:31:26                                     |
| Penumbral | 6:03:16                                     |
| Fases e Horários do Eclipse (UTC) |                                             |
| P1 | 22:16:57 (8 de novembro)                    |
| U1 | 23:32:50 (8 de novembro)                    |
| U2 | 1:07:34                                     |
| Máximo | 1:18:34                                     |
| U3 | 1:29:32                                     |
| U4 | 3:04:16                                     |
| P4 | 4:20:12                                     |
| O trajeto da Lua ao longo do cone de sombra, em nodo ascendente, na constelação de Áries. |                                             |

O eclipse lunar de 9 de novembro de 2003 foi um eclipse lunar total, o segundo e último de dois eclipses totais do ano. Teve magnitude umbral de 1,0179 e penumbral de 2,1139.. Foi o segundo eclipse de uma sequência consecutiva de quatro eclipses totais, conhecida como tétrade.
Durante a totalidade, a Lua cruzou o interior da sombra umbral, próxima à fronteira sul do cone de sombra com a penumbra, fazendo com que fosse um eclipse fosse tivesse um aspecto mais alaranjado e brilhante, sobretudo ao sul do disco lunar, que estava mais brilhante, enquanto que ao norte estava mais avermelhado e escuro, por estar voltada para o interior da umbra.
O eclipse ocorreu junto ao fenômeno conhecido como Microlua (ou Minilua), que é quando a Lua Cheia (ou Nova) situa-se ou fica próximo ao apogeu, que é o ponto mais distante da Lua em relação à Terra. Dessa forma, ela aparenta um pouco menos brilhante e cerca de 14% menor do que uma Lua Cheia no perigeu (Superlua). Este fenômeno é oposto ao da Superlua, que por sua vez é mais difundida na mídia e em fórums de astronomia do que uma Microlua.
A Lua cruzou o hemisfério sul da faixa de sombra da Terra, em nodo ascendente, dentro da constelação de Áries. 

## Tétrade
Este foi o segundo de uma sequência de quatro eclipses totais consecutivos, chamada de tétrade, temporada 2003-2004. O último eclipse foi em 16 de maio de 2003, e as próximas foram os eclipses totais de  4 de maio de 2004 e  28 de outubro de 2004.

## Visibilidade
O eclipse foi visível sobre as Américas, Ártico, Oceano Atlântico, África, Europa, Oriente Médio, oeste da Ásia e centro-leste do Pacífico.
| Simulação da Terra vista da Lua durante o máximo da totalidade - 1:19 UTC. A região do Oceano Atlântico à noroeste da África obteve a melhor observação do meio do eclipse, de onde foi visível à meia-noite. |

## Série Saros
Eclipse pertencente ao ciclo lunar Saros 126, sendo este de número 44, num total de 70 eclipses na série. O eclipse anterior da série foi o eclipse total de 28 de outubro de 1985, que também coincidiu com uma Microlua e pertenceu a uma tétrade (temporada 1985-86). O próximo será o eclipse parcial de 19 de novembro de 2021, e que será novamente uma Microlua.

## Galeria

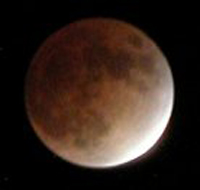
Grand Rapids, Michigan (EUA), 0:58 UT
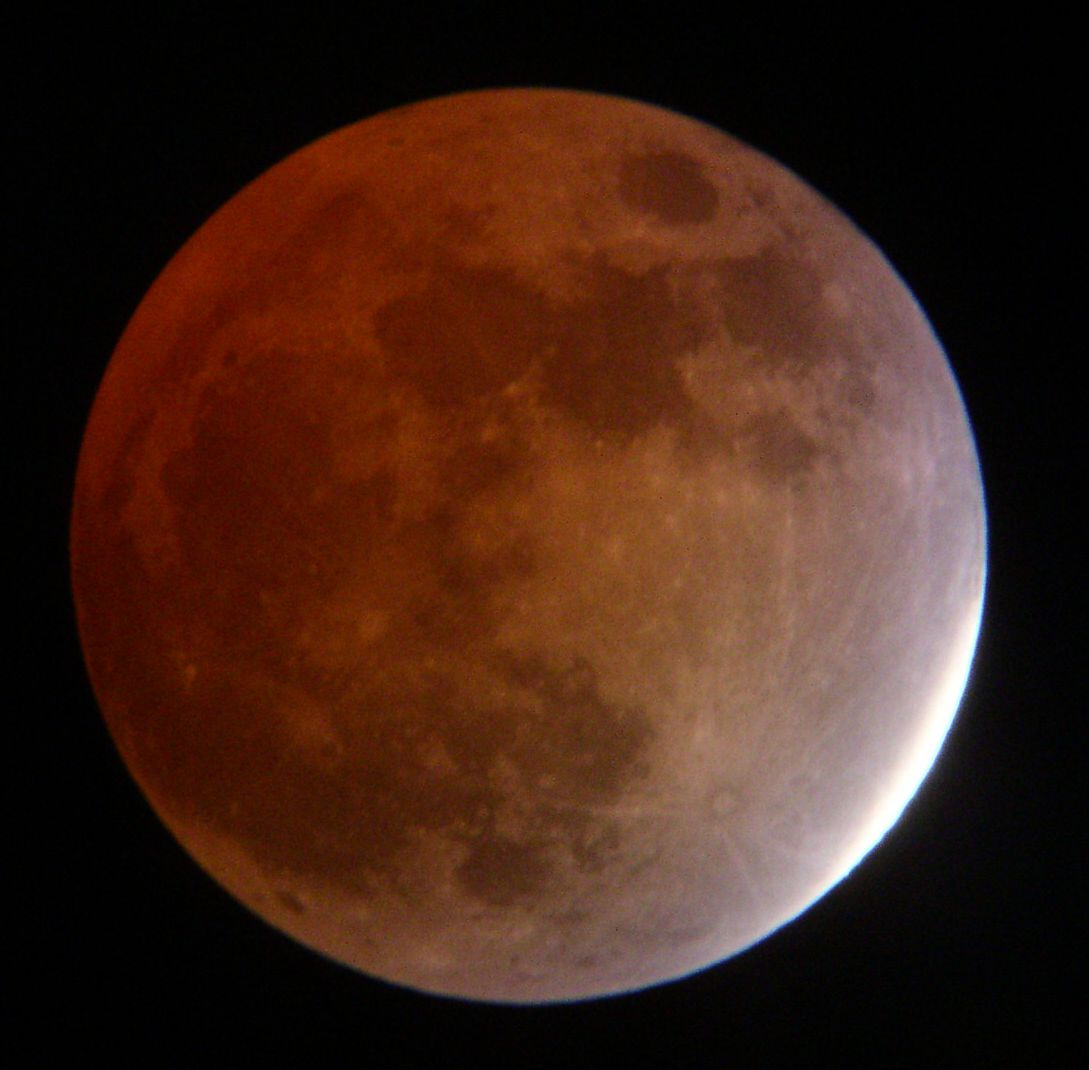
Minneapolis, Minnesota (EUA), 1:00 UT
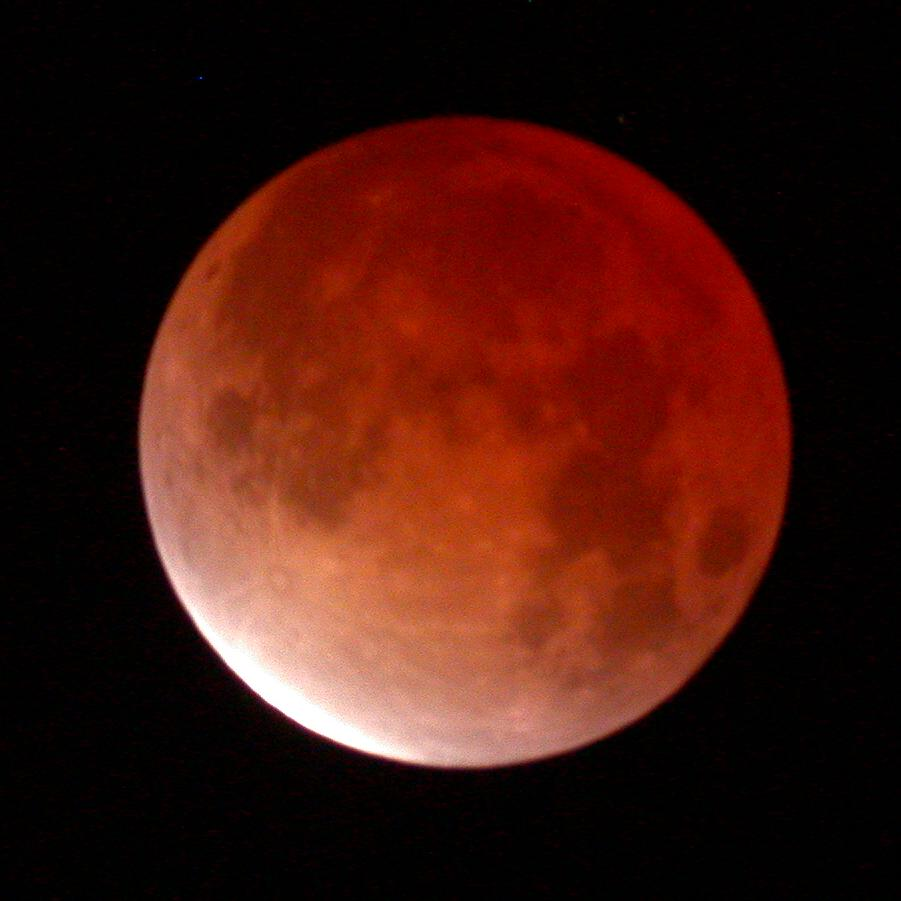
Oudenaarde, Bélgica, 1:08 UT
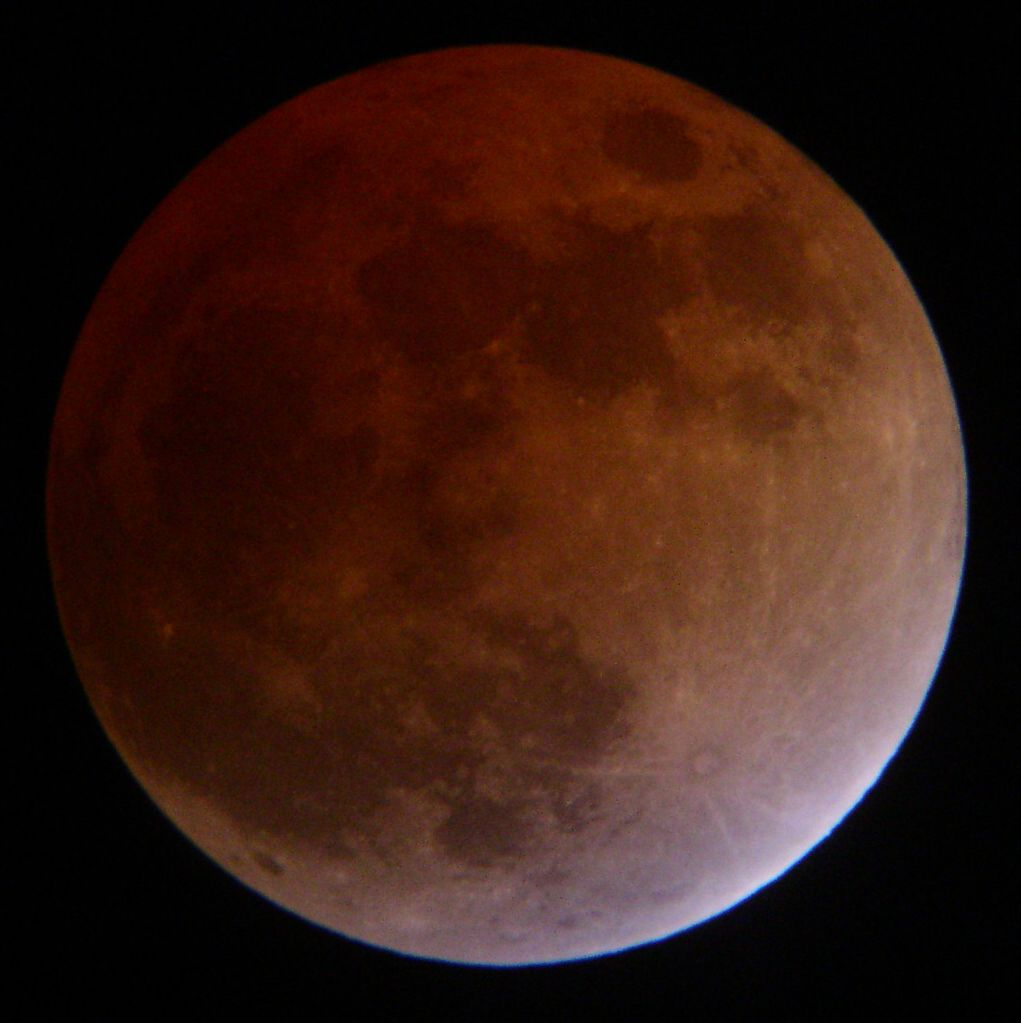
Minneapolis, Minnesota (EUA), 1:24 UT
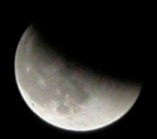
Grand Rapids, Michigan (EUA), 2:28 UT